# Niels Otto Møller
Niels Otto Møller (ur. 7 listopada 1897 we Frederiksbergu, zm. 14 kwietnia 1966 w Lille Heddinge) – duński żeglarz, olimpijczyk, zdobywca srebrnego medalu w regatach na letnich igrzyskach olimpijskich w 1928 roku w Amsterdamie.
Na Letnich Igrzyskach Olimpijskich 1928 zdobył srebro w żeglarskiej klasie 6 metrów. Załogę jachtu Hi-Hi tworzyli również Vilhelm Vett, Peter Schlütter i Aage Høy-Petersen.